# كمانة (مقاطعة دلفان)
كمانة (بالفارسية: کمانه میرزابگ) هي مستوطنة تقع في قسم ايتيوند الشمالي الريفي (مقاطعة دلفان) في إيران. يقدر عدد سكانها بـ 227 نسمة .